# Time and Time Again
"Time and Time Again" é um single lançado por Papa Roach.

## Desempenho nas paradas musicais
| Parada musical (2002)                       | Melhor posição |
| ------------------------------------------- | -------------- |
| Estados Unidos (Alternative Songs)          | 33             |
| Estados Unidos (Hot Mainstream Rock Tracks) | 26             |
| Reino Unido (UK Singles Chart)              | 54             |